# Janusz Przewoźny
Janusz Przewoźny (ur. 7 lipca 1929 w Poznaniu; zm. 1 października 1986 w Warszawie) – polski historyk sztuki. Inicjator stworzenia kolekcji obrazów Stanisława Ignacego Witkiewicza – Witkacego w Muzeum Pomorza Środkowego w Słupsku. Przez wiele lat działał na rzecz odbudowy zabytków na Ziemiach Odzyskanych po drugiej wojnie światowej oraz odzyskania zrabowanych dzieł sztuki. Pomysłodawca i inicjator powstania Centrum Sztuki Współczesnej w Warszawie.

## Wczesna młodość i druga wojna światowa
Urodził się w lipcu 1929 r. w Poznaniu, w patriotycznej rodzinie. Matka jako harcerka brała udział w Powstaniu Wielkopolskim a ojciec Marian działał w ruchach patriotycznych.
W czasie drugiej wojny światowej trud utrzymania rodziny, spadł na jego barki ze względu na internowanie ojca (Marian Przewoźny). Jako kilkunastolatek pracował przymusowo na kolei niemieckiej, gdzie w charakterze urzędnika pocztowego jeździł w wagonie pocztowym.
Korzystając z nielicznych, wolnych chwil ukradkiem uczył się, dużo czytał. Przemierzał setki, tysiące kilometrów – ciągle był niespokojny, pełen nowych pomysłów i wizji. Tam gdzie mógł i jak umiał walczył z okupantem. Wiele lat później wspominał o tym z rzadka. Niemcom chyba przebaczył, ale straconego przez nich dzieciństwa nigdy nie zapomniał. Wojenne lata nadrabiał niezwykle szybko: matura, działalność w postępowych organizacjach młodzieżowych, studia historii sztuki, pierwsza praca.
W międzyczasie zdążył założyć rodzinę: poślubił bliską Mu zainteresowaniami i lewicowymi poglądami Marię Wandę Czechowicz (Marylę). Łączyła ich nie tylko ogromna więź emocjonalna, ale też pasja ochrony zabytków.

## Kariera
Jako pracownik Muzeum Narodowego w Poznaniu brał udział w organizowaniu regionalnych placówek muzealnych na terenie Wielkopolski a także w przywracaniu świetności takich zabytków, jak pałac w Rogalinie czy Zamek w Gołuchowie.
Jednocześnie aktywnie uczestniczył w życiu kulturalnym Poznania i jako późniejszy kierownik Wydziału Kultury Urzędu Miasta inicjował wiele imprez kulturalnych. Pełnił także w tym czasie funkcję sekretarza komitetu organizacyjnego (IV) Konkursu Skrzypcowego im. Henryka Wieniawskiego. W tym czasie podjął bardzo odważną decyzję, wobec wyrównanych szans przedstawicieli Związku Socjalistycznych Republik Radzieckich i Zjednoczonych Stanów Ameryki o przyznaniu pierwszej nagrody Amerykaninowi (Treger) co odbiło się szerokim echem w kraju i bloku wschodnim
Następne lata upłynęły na ratowaniu zabytków Pomorza Środkowego. Od jesieni 1964 roku, został dyrektorem Muzeum Pomorza Środkowego w Słupsku. I obok doświadczonej działaczki, Marii Zaborowskiej, razem przystąpili do odnowy zamku Książąt Pomorskich w Słupsku. Jako dyrektor Muzeum Pomorza Środkowego zdecydował o zakupie dużego zbioru obrazów Stanisława Ignacego Witkiewicza – Witkacego, ratując w ten sposób cenny zbiór od zniszczenia, za co otrzymał naganę ówczesnych zwierzchników z Ministerstwa Kultury. Witkacy nie podobał się w Warszawie nie mieścił się w ówczesnych kanonach poprawności sztuki. Był też jednym z inicjatorów Festiwalu Pianistyki Polskiej w Słupsku.
W Koszalinie jako dyrektor Muzeum Okręgowego inicjował przeróżne działania, w tym dostrzegł potrzebę zintensyfikowania poszukiwań zagrabionych polskich dzieł sztuki. Często bywał w NRD i Związku Radzieckim, ale nawiązał też kontakty z partnerami w Czechosłowacji, Jugosławii i na Kubie, a później także w Meksyku, we Francji, Niemczech, Włoszech, Szwajcarii, Stanach Zjednoczonych i Skandynawii.
Jego pasję dostrzeżono w Warszawie: wybitny muzealnik prof. Stanisław Lorentz na początku lat 70 zaproponował Mu pracę swojego zastępcy w Muzeum Narodowym. Warszawa – to okres bardzo wytężonej pracy. Po Muzeum Narodowym przyszło Mu kierować DESĄ, gdzie pragnął zorganizować nowoczesny rynek sztuki, ujawniając żyłkę rasowego marszanda. W okresie późniejszym kierował Departamentem Plastyki w ministerstwie kultury.
Na początku lat 80. przygotował pierwszy projekt powołania Centrum Sztuki Współczesnej w odbudowywanym właśnie Zamku Ujazdowskim, przekonywał władze o znaczeniu współczesnej twórczości i konieczności jej zachowania dla pokoleń. Chciał zbudować takie muzeum od podstaw, marzył by stanąć na jego czele. Nie został wysłuchany. Stawał się uciążliwym rozmówcą zwłaszcza, że władzom przybywało kłopotów z niepokornym społeczeństwem. Idea muzeum musiała poczekać. Wycofał się z Warszawy – objął kierownictwo Centrum Rzeźby w Orońsku.

## Śmierć
Odszedł 1 października 1986 w Warszawie po ciężkiej chorobie.